# Lepoglava fängelse

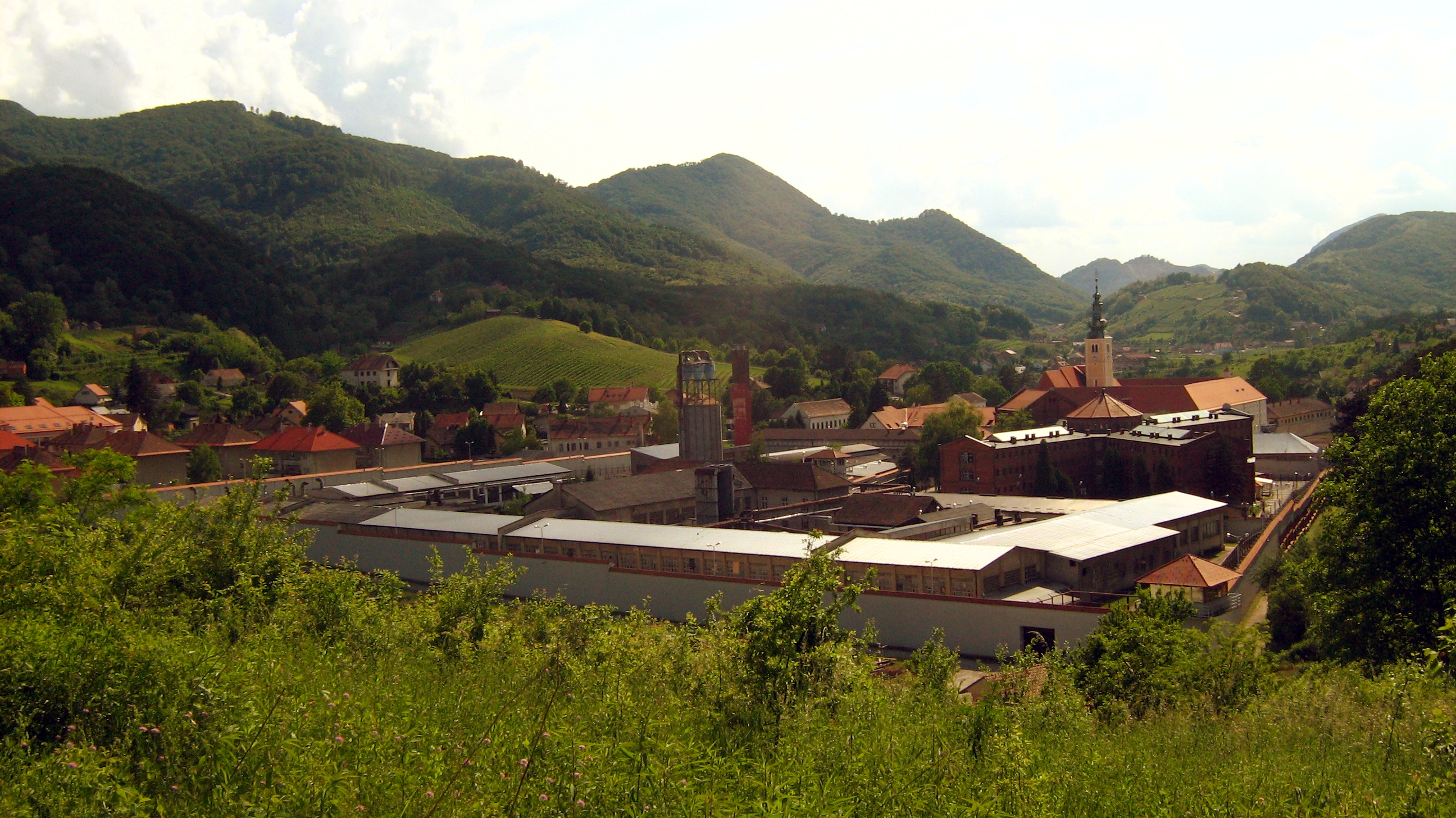
Fängelset i Lepoglava 2010.

Lepoglava fängelse (kroatiska: Kaznionica Lepoglava), formellt Fängelset i Lepoglava (Kaznionica u Lepoglavi), är ett fängelse i Lepoglava i Kroatien. Det grundades 1854 och är en sluten anstalt. Fängelset är ett av de mest kända i Kroatien.

## Historik
Fängelset grundades 1854 i en kloster som tidigare innehavts av paulinerna. Det skulle därefter komma att användas av myndigheterna i dåvarande kejsardömet Österrike (sedermera Österrike-Ungern) och senare  kungariket Jugoslavien, Oberoende staten Kroatien och det kommunistiska Jugoslavien. Under 1900-talet skulle fängelset komma att internera politiska motståndare och oliktänkande till de olika regimerna.  

## Lista över intagna eller tidigare intagna (urval)
- Josip Broz[2]
- Milovan Đilas
- Moša Pijade[2]
- Alojzije Stepinac[2]
- Franjo Tuđman[2]

### Fotnoter
1. 1 2  Lepoglava-fängelsets officiella webbplats Arkiverad 26 september 2014 hämtat från the Wayback Machine. (kroatiska)
2. 1 2 3 4 5  Lepoglava.hr Arkiverad 13 juli 2014 hämtat från the Wayback Machine. (kroatiska)